# Echávarri de Cuartango (localidad)
Echávarri de Cuartango (oficialmente Etxabarri-Kuartango) es una localidad del concejo de Echávarri de Cuartango, que está situado en el municipio de Cuartango, en la provincia de Álava, España.

## Historia
Hacia mediados del siglo XIX, el lugar, ya por entonces perteneciente a Cuartango, tenía contabilizada una población de cincuenta habitantes. Aparece descrito en el séptimo volumen del Diccionario geográfico-estadístico-histórico de España y sus posesiones de Ultramar de Pascual Madoz con las siguientes palabras:

ECHAVARRI DE CUARTANGO: l. del ayunt. y valle de Cuartango, en la prov. de Alava (á Vitoria 4 leg.), part. jud. de Añana (3), c. g. de las Provincias Vascongadas, aud. terr. de Burgos, dióc. de Calahorra (20) sit. en llano con clima frio espuesto á catarrales. Tiene 10 casas; igl. parr. (Santiago apostol) servida por 1 beneficiado, 1 ermita (San Antonio), y 3 fuentes. Confina el térm. N. Tortura; E. Urbina de Eza; S. Jocano y Sendadiano, y O. la sierra de Badaya; hay al E. una ladera de 1/2 leg. pero calva. El terreno es arcilloso, rojo y arenisco: le baña el r. Bayas que viene del monte Gorbea; le cruza un puente en este térm. Los caminos se hallan en regular estado. Recibe el correo de Oruña por baligero. prod.: trigo, cebada, centeno, avena y todo género de legumbres: cria ganado vacuno, lanar, caballar y cabrio; caza de liebres, perdices, codornices y anades, y pesca de barbos y truchas. ind.: un molino harinero. El comercio consiste en la esportacion de ganado é importacion de los art. que faltan. pobl.: 8 vec., 50 alm. contr. con su ayunt. (V.)
(Madoz, 1847, p. 443)

En 2022, tenía empadronados diecinueve habitantes.

## Demografía
| Gráfica de evolución demográfica de Echávarri de Cuartango entre 2000 y 2017 |
|                                                                              |
| Población de derecho según los censos de población del INE.                  |

## Patrimonio
Iglesia de Santiago Apóstol (Siglo XIII).